# Titus Quinctius Crispinus
Titus Quinctius Crispinus est un homme politique de la République romaine, membre de la gens Quinctia, une des familles patriciennes de la Rome antique.

## Biographie
Selon la généalogie donnée par les Fastes capitolins, le père comme le grand-pere de Titus Quinctius Crispinus auraient déjà porté le prénom Lucius, quoiqu'on ne sache rien d'eux par ailleurs.
Crispinus accomplit sa rapide ascension politique vers le milieu de la deuxième guerre punique, en tant que collaborateur de l'illustre magistrat et général Marcus Claudius Marcellus. Tite Live, la principale source historique sur ce personnage, le cite une première fois comme l’un des officiers les plus âgés et les plus aguerris des Romains à l'année 213 av. J.-Chr. Après le départ d’Appius Claudius Pulcher de Sicile à la fin de l'année 213 av. J.-Chr., parti faire campagne pour briguer le consulat, Crispinus, déjà légat militaire, reprit les fonctions de ce général dans le siège de Syracuse, comme commandant de la flotte et d'une partie de l'armée.
C’est sans doute aussi, comme le croit l’historien Friedrich Münzer, le même Crispinus qu’on retrouve commandant en 212 av. J. Chr. sous les remparts de Capoue, aux côtés du consul Appius Claudius Pulcher, le nom du général étant exactement le même dans l'histoire de Tite-Live. Cet officier, au terme d'une longue rivalité avec son compagnon d'armes Badius de Campanie, engage ce dernier dans un duel où il le blesse à l'épaule gauche, et emporte en trophée le bouclier et le cheval du vaincu ; toutefois, cette identification est rejetée par le Canadien Robert Broughton : toute cette anecdote pourrait bien n'être qu'un écho narratif du duel opposant Claudius Asellus au Campanien Cerrinus Vibellius Taurea. Car Crispinus ayant repoussé victorieusement une tentative de dégagement du Syracusain Hippocrate cette année-là, il faudrait supposer, pour qu'il se soit trouvé aux côtés de son parent Quinctius à Capoue, qu'il ait été remplacé sur le premier théâtre d'opération ; or, il est invraisemblable qu'il ait pu quitter Marcellus au moment critique où Syracuse allait tomber.
À la fin de l'année 210 av. J.-Chr., il fit ouvertement campagne pour Marcellus dans les élections qui allaient suivre le terme du mandat du dictateur Quintus Fulvius Flaccus. Après la victoire de son candidat, lui-même devint préteur en 209 et à ce titre, exerça la charge de commandant en chef de l'armée assiégeant les Carthaginois dans Capoue. Tite-Live ne donne guère de détails sur ce qu'il entreprit au cours de cet exercice.
Enfin, en 208 av. J.-C., il accède à la magistrature suprême de consul ; il tombe avec son collègue Marcus Claudius Marcellus dans une embuscade tendue par Hannibal près de Venosa, pendant la deuxième guerre punique entre Rome et Carthage. Marcellus trouve la mort lors du combat ; grièvement blessé, Crispinus réussit à s'échapper avec les soldats survivants, informe les villes voisines du fait qu'Hannibal s'était emparé de l'anneau de Marcellus (il empêche ainsi la ville de Salapia d'ouvrir ses portes aux troupes carthginoises). Crispinus nomme Titus Manlius Torquatus dictateur et meurt à la fin de l'année 208.